# Amtsgericht Höhr-Grenzhausen

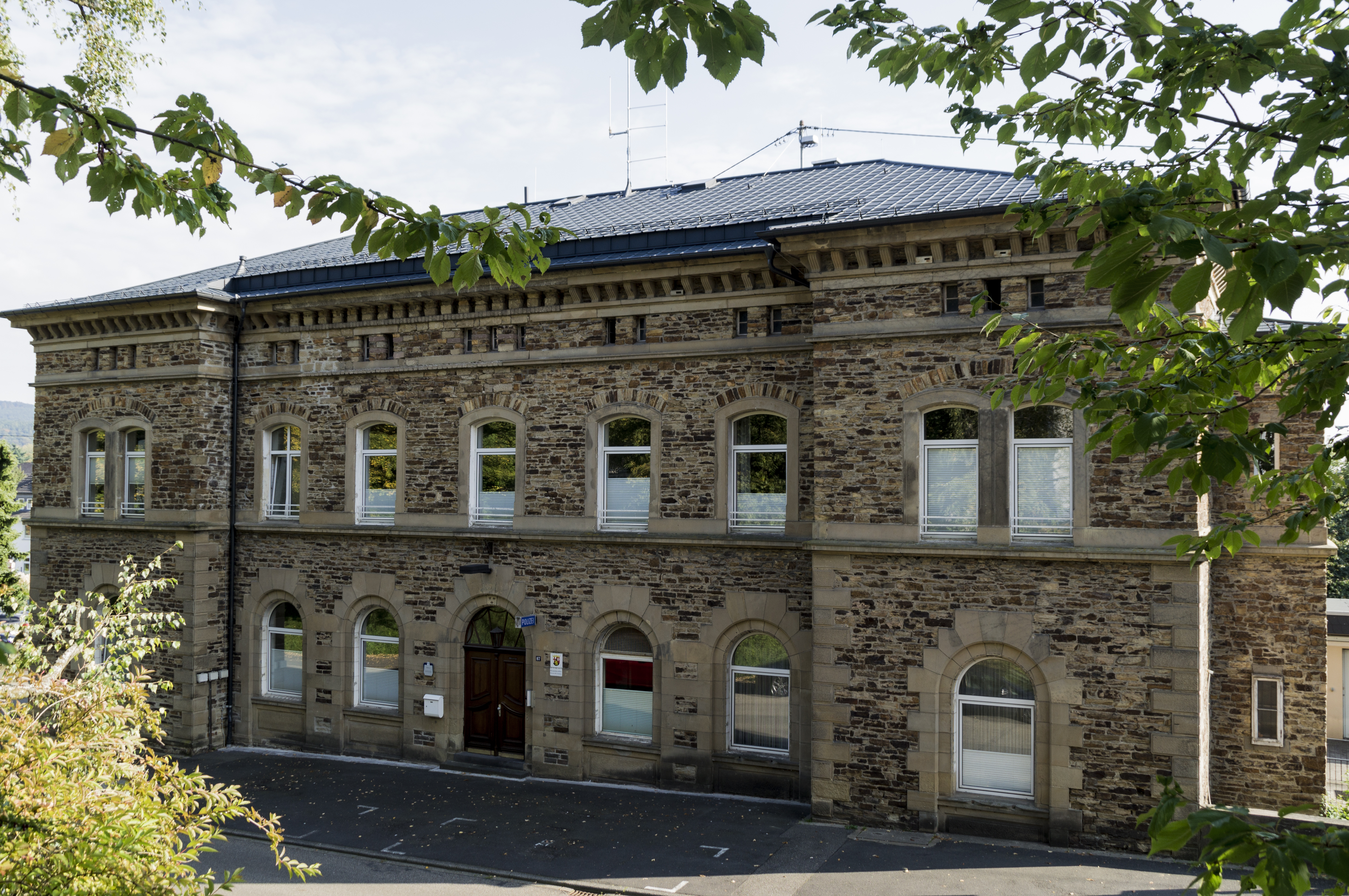
Amtsgerichtsgebäude

Das Amtsgericht Höhr-Grenzhausen war ein Gericht der ordentlichen Gerichtsbarkeit in Höhr-Grenzhausen.

## Geschichte
Bis 1879 gehörte Höhr-Grenzhausen zum Sprengel des Amtsgerichts Selters.
Zum 1. Oktober 1879 traten die Änderungen des Gerichtsverfassungsgesetzes in Kraft. Nun wurde ein Amtsgericht Höhr-Grenzhausen gebildet und dem Landgericht Neuwied nachgeordnet. Sein Sprengel umfasste nun aus dem Unterwesterwaldkreis und dem Amt Selters die Gemeinden Alsbach, Baumbach, Caan, Grenzau, Grenzhausen, Hilgert, Hundsdorf, Kammerforst, Nauort, Ransbach, Sessenbach, Stromberg und Wirscheid sowie den Gemeinden Hillscheid und Höhr des Amtes Montabaur. Am Gericht bestand 1880 eine Richterstelle. Das Amtsgericht war damit ein kleines Amtsgericht im Landgerichtsbezirk.
Mit dem preußischen Gesetz vom 23. Juni 1933 wurde das Landgericht Neuwied aufgehoben. Das Amtsgericht Höhr-Grenzhausen wurde dem Bezirk des Landgerichts Limburg zugeordnet.
Da Höhr-Grenzhausen nach 1945 Rheinland-Pfalz zugeordnet war und Limburg an der Lahn Hessen, wurde das Amtsgericht Höhr-Grenzhausen dem Gerichtsbezirk des Landgerichtes Koblenz zugeordnet.
Mit Wirkung vom 1. Januar 1967 wurden dem Amtsgericht Montabaur die Bezirke der gleichzeitig aufgehobenen Amtsgerichte Höhr-Grenzhausen und Selters zugeschlagen.

## Amtsgerichtsgebäude
Das Amtsgerichtsgebäude (Grenzhausen, Rathausstraße 67) ist ein 1879/80 erbauter breitgelagerter Bruchsteinbau und Seitenrisaliten. Es steht unter Denkmalschutz. Heute wird das Gebäude als Polizeidienststelle genutzt.